# Пъстрина
Планината Пъстрина е изолирана височина в Северозападна България, Западния Предбалкан, област Монтана, разположена източно от град Монтана, между река Огоста и десните ѝ притоци Шугавица и Ботуня.
Възвишението има почти овална форма с размери 8 – 9 км (север-юг) на 7 – 8 км (запад-изток). На север към долината на река Огоста и на запад към долината на десния ѝ приток Шугавица склоновете му са стръмни, на места осеяни със скални венци. Североизточните склонове, обърнати към долината на река Ботуня, не са така стръмни, а южните са полегати и постепенно затъват в хълмистата област на юг. По северното и североизточното подножие на рида преминава условната граница между Западния Предбалкан и Западната Дунавска равнина. Най-високата точка на рида е едноименният връх Пъстрина (563,4 м), разположен на скален венец югоизточно от село Долно Белотинци.
Възвишението е образувано в дълбоко денудираната източна периклинала на Белоградчишката антиклинала. Изградено е от горноюрски варовици. Има скалисто било и асиметричен напречен профил, което е обезлесено, а склоновете му са покрити с рядка гора от дъб и горун. Широко разпространени са ксерофитните тревни формации.
В подножията му са разположени 7 населени места: по западното и югозападното подножие – селата Долно Белотинци, Николово, Крапчене и гр. Монтана; на северното подножие – град Бойчиновци, а по североизточното – селата Охрид и Палилула.
По североизточното и северното подножие на възвишението преминават участъци от жп линиите Мездра – Враца – Видин и Бойчиновци – Берковица.
По североизточното му подножие преминава и участък от 6,4 км от третокласен път № 101 от Държавната пътна мрежа Враца – Бойчиновци – Гложене.
Зимата е студена, а лятото – хладно. По най-високите части сняг вали от октомври до април, като често, заради силни ветрове, снежната покривка е неравномерна.
Пъстрина е популярно място за парапланеризъм.
Квартал на Монтана носи името Пъстрина.

## Топографска карта
- Лист от карта K-34-23. Мащаб: 1 : 100 000.